# Цейтлин, Арон Яковлевич
Арон Яковлевич Цейтлин (23 ноября (10 ноября) 1908 года,  Екатеринослав, Российская империя — 31 октября 1991 года, Тула, Российская Федерация) — советский и российский инженер-металлург, директор Новотульского металлургического комбината (1963—1974). Почётный гражданин города-героя Тулы.

## Биография

### Детство и юность
Арон Цейтлин родился 23 ноября 1908 года в городе  г. Екатеринославе Российской империи в еврейской семье.  Родители Арона были малограмотными людьми, однако завещали своим детям получить высшее образование. Завет выполнили все дети: старшая дочь стала хирургом и спасла множество жизней, в годы войны оперируя в госпиталях, младшая выбрала профессию инженер-химика, а сын стал металлургом.  

### Трудовая деятельность
С 1925 г. по 1930 г. работал на различных предприятиях Днепропетровска. В 1930 г. поступил на Днепропетровский металлургический завод где работал начальником смены, затем заместителем начальника цеха и к 30 годам стал начальником доменного цеха. Одновременно поступил в Днепропетровский горный институт. После 1-го курса перевёлся в Днепропетровский металлургический институт, который окончил в 1933 году.
В 1941 году Цейтлина перевели в Липецк на должность главного инженера завода «Свободный сокол». В 1943 г. Цейтлин в Туле, на Косой Горе, где возрождался Косогорский металлургический. Его назначают главным инженером.  За годы войны Косогорский металлургический завод дал стране 1 200 000 тонн высококачественного чугуна,который шёл на изготовление поршневых колец для двигателей танков и другой техники.
В 1958 г.  утвердили главным инженером металлургического комбината Тульского Совнархоза, а с 1959 г. он стал его директором. С 1963 по 1974 год возглавлял Новотульский металлургический завод.
30 октября 1991 года Арон Яковлевич умер.

### Семья
Сын - Цейтлин, Марк Аронович - металлург.

## Награды
- 4 ордена Трудового Красного Знамени
- орден «Знак Почёта»
- Почётный металлург СССР